# Randín
Randín (llamada oficialmente San Xoán de Randín) es una parroquia y un lugar español del municipio de Calvos de Randín, en la provincia de Orense, Galicia.

## Toponimia
La parroquia también es conocida por el nombre de San Juan de Randín.

## Organización territorial
La parroquia está formada por cuatro entidades de población:
- Paradela
- Randín
- Vilar
- Vilariño

## Demografía

### Parroquia
| Gráfica de evolución demográfica de Randín (parroquia) entre 2000 y 2022 |
|                                                                          |
| Datos según el nomenclátor publicado por el INE.                         |

### Lugar
| Gráfica de evolución demográfica de Randín (lugar) entre 2000 y 2022 |
|                                                                      |
| Datos según el nomenclátor publicado por el INE.                     |